# كينت هاريس
كينت هاريس (بالإنجليزية: Kent Harris)‏ هو منتج أسطوانات وكاتب أغاني أمريكي، ولد في 15 أكتوبر 1930.

## وصلات خارجية
- كينت هاريس على موقع ميوزك برينز (الإنجليزية)
- كينت هاريس على موقع ديسكوغز (الإنجليزية)